# 231. pehotni polk (Italija)
231. pehotni polk Avellino/Brennero je bil pehotni polk (Kraljeve) Italijanske kopenske vojske.

## Zgodovina
Med prvo svetovno vojno je bil polk nastanjen na soški fronti in med drugo svetovno vojno v Grčiji in Albaniji.